# Epinecrophylla fulviventris
Az Epinecrophylla fulviventris a madarak osztályának verébalakúak (Passeriformes) rendjébe és a hangyászmadárfélék (Thamnophilidae) családjába tartozó faj.

## Rendszerezése
A fajt George Newbold Lawrence amerikai amatőr ornitológus írta le 1862-ben, a Myrmetherula nembe Myrmetherula fulviventris  néven.

## Alfajai
- Epinecrophylla fulviventris costaricensis (Todd, 1927)
- Epinecrophylla fulviventris fulviventris (Lawrence, 1862)
- Epinecrophylla fulviventris salmoni (Chubb, 1918)[2]

## Előfordulása
Közép-Amerikában és Dél-Amerika északi részén, Costa Rica, Honduras, Nicaragua, Panama, Ecuador és Kolumbia területén honos. Természetes élőhelyei a szubtrópusi vagy trópusi síkvidéki- és hegyi esőerdők. Állandó, nem vonuló faj.

## Megjelenése
Testhossza 11 centiméter.
|  |

## Életmódja
Rovarokkal és pókokkal táplálkozik.

## Természetvédelmi helyzete
Az elterjedési területe nagyon nagy, egyedszáma viszont csökken, de még nem éri el a kritikus szintet. A Természetvédelmi Világszövetség Vörös listáján nem fenyegetett fajként szerepel.